# Puchar Kontynentalny kobiet w skokach narciarskich 2008/2009
Puchar Kontynentalny kobiet w skokach narciarskich 2008/2009 – rozpoczął się 13 grudnia 2008 roku w Park City a zakończył 7 marca w Sapporo. W piątej edycji Pucharu Kontynentalnego, po raz pierwszy rozegrano konkurs na polskiej ziemi w Zakopanem. Początkowo miały odbyć się dwa konkursy, jednak drugi konkurs został odwołany z powodu złych warunków atmosferycznych.

## Zwycięzcy

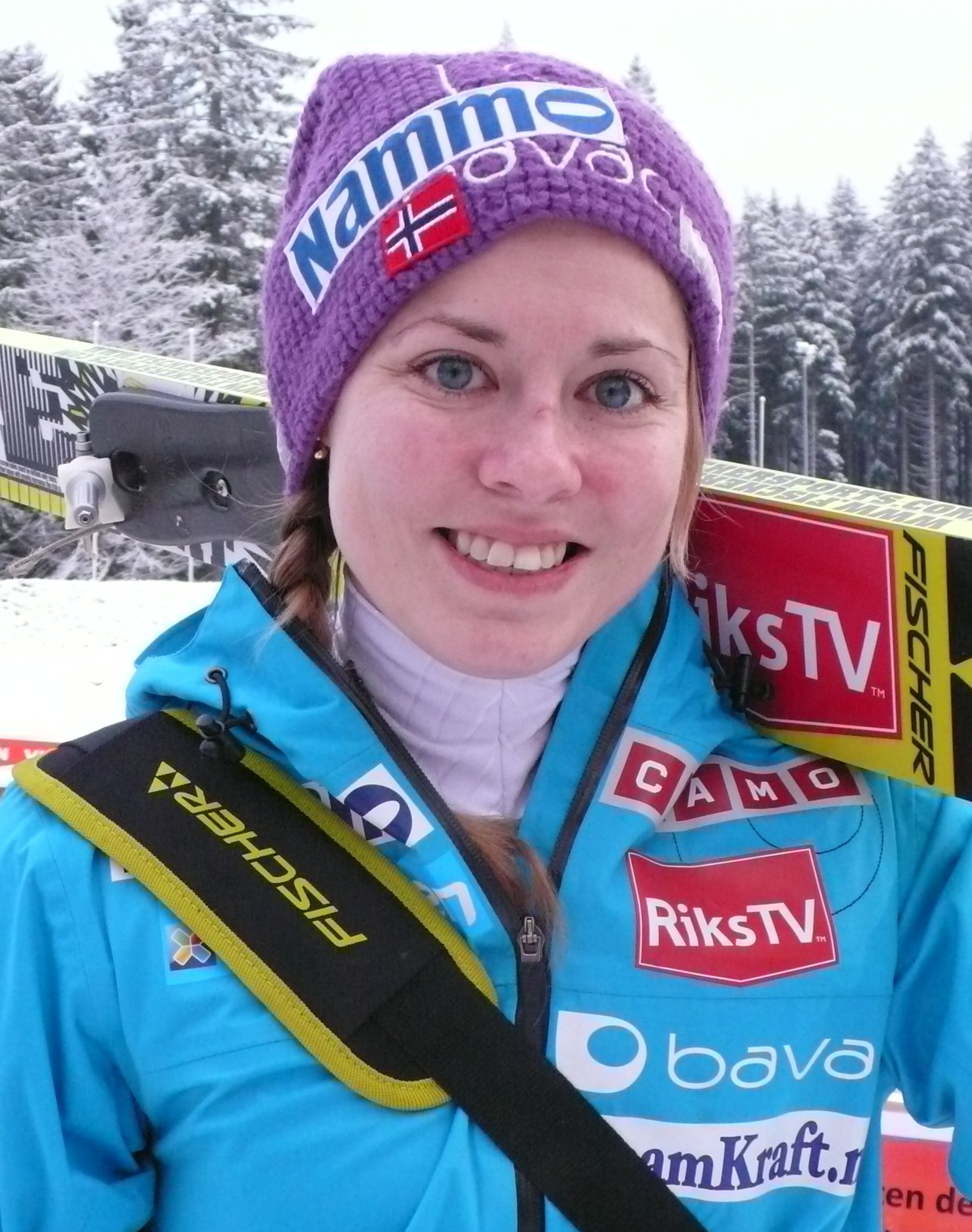
Anette Sagen – zwyciężczyni klasyfikacji generalnej
Niemcy – zwycięzca klasyfikacji drużynowej

## Kalendarz i wyniki
| Lp.                                                                                   | Data                                                         | Miejscowość                                                  | Skocznia                                                     | HS                                                           | Uwagi                                                        | 1. miejsce        | 2. miejsce                    | 3. miejsce                 |
| ------------------------------------------------------------------------------------- | ------------------------------------------------------------ | ------------------------------------------------------------ | ------------------------------------------------------------ | ------------------------------------------------------------ | ------------------------------------------------------------ | ----------------- | ----------------------------- | -------------------------- |
| 1.                                                                                    | 12 grudnia 2008                                              | Park City                                                    | Utah Olympic Park                                            | HS100                                                        | –                                                            | Anna Häfele       | Lindsey Van                   | Jacqueline Seifriedsberger |
| 2.                                                                                    | 13 grudnia 2008                                              | Park City                                                    | Utah Olympic Park                                            | HS100                                                        | –                                                            | Anna Häfele       | Nata De Leeuw                 | Ulrike Gräßler             |
| 3.                                                                                    | 18 grudnia 2008                                              | Whistler                                                     | WOP Ski Jumps                                                | HS106                                                        | –                                                            | Maja Vtič         | Ulrike Gräßler                | Anette Sagen               |
| 4.                                                                                    | 19 grudnia 2008                                              | Whistler                                                     | WOP Ski Jumps                                                | HS106                                                        | [ 1 ]                                                        | Anna Häfele       | Anette Sagen                  | Ulrike Gräßler             |
| 5.                                                                                    | 10 stycznia 2009                                             | Schonach                                                     | Langenwaldschanze                                            | HS96                                                         | –                                                            | Daniela Iraschko  | Ulrike Gräßler                | Magdalena Schnurr          |
| 6.                                                                                    | 11 stycznia 2009                                             | Schonach                                                     | Langenwaldschanze                                            | HS96                                                         | –                                                            | Daniela Iraschko  | Ulrike Gräßler                | Lindsey Van                |
| 7.                                                                                    | 17 stycznia 2009                                             | Baiersbronn                                                  | Große Ruhestein                                              | HS90                                                         | –                                                            | Daniela Iraschko  | Lindsey Van                   | Anette Sagen               |
| 8.                                                                                    | 18 stycznia 2009                                             | Baiersbronn                                                  | Große Ruhestein                                              | HS90                                                         | –                                                            | Lindsey Van       | Anette Sagen                  | Line Jahr                  |
| 9.                                                                                    | 21 stycznia 2009                                             | Dobbiaco                                                     | Trampolino Sulzenhof                                         | HS74                                                         | –                                                            | Lisa Demetz       | Evelyn Insam                  | Line Jahr                  |
| 10.                                                                                   | 24 stycznia 2009                                             | Ljubno                                                       | Logarska dolina                                              | HS93                                                         | –                                                            | Magdalena Schnurr | Anette Sagen                  | Ulrike Gräßler             |
| 11.                                                                                   | 25 stycznia 2009                                             | Ljubno                                                       | Logarska dolina                                              | HS93                                                         | –                                                            | Anette Sagen      | Daniela Iraschko              | Ulrike Gräßler             |
| 12.                                                                                   | 7 lutego 2009                                                | Zakopane                                                     | Średnia Krokiew                                              | HS94                                                         | –                                                            | Sarah Hendrickson | Juliane Seyfarth              | Lindsey Van                |
| –                                                                                     | 8 lutego 2009                                                | Zakopane                                                     | Średnia Krokiew                                              | HS94                                                         | [ 2 ]                                                        | odwołany          | odwołany                      | odwołany                   |
| 13.                                                                                   | 13 lutego 2009                                               | Notodden                                                     | Tveitanbakken                                                | HS100                                                        | –                                                            | Daniela Iraschko  | Anette Sagen                  | Lindsey Van                |
| 14.                                                                                   | 14 lutego 2009                                               | Notodden                                                     | Tveitanbakken                                                | HS100                                                        | –                                                            | Daniela Iraschko  | Lindsey Van                   | Anette Sagen               |
|                                                                                       |                                                              |                                                              |                                                              |                                                              |                                                              |                   |                               |                            |
| Mistrzostwa Świata w Narciarstwie Klasycznym 2009 • Liberec, 18 lutego – 1 marca 2009 |                                                              |                                                              |                                                              |                                                              |                                                              |                   |                               |                            |
|                                                                                       |                                                              |                                                              |                                                              |                                                              |                                                              |                   |                               |                            |
| 15.                                                                                   | 3 marca 2009                                                 | Zaō                                                          | Yamagata                                                     | HS100                                                        | –                                                            | Anette Sagen      | Daniela Iraschko Izumi Yamada | –                          |
| 16.                                                                                   | 4 marca 2009                                                 | Zaō                                                          | Yamagata                                                     | HS100                                                        | –                                                            | Anette Sagen      | Daniela Iraschko              | Lindsey Van                |
| 17.                                                                                   | 7 marca 2009                                                 | Sapporo                                                      | Miyanomori                                                   | HS98                                                         | –                                                            | Anette Sagen      | Ulrike Gräßler                | Daniela Iraschko           |
| 18.                                                                                   | 7 marca 2009                                                 | Sapporo                                                      | Miyanomori                                                   | HS98                                                         | –                                                            | Jenna Mohr        | Ulrike Gräßler                | Daniela Iraschko           |
|                                                                                       |                                                              |                                                              |                                                              |                                                              |                                                              |                   |                               |                            |
| Puchar Kontynentalny kobiet 2008/2009 - klasyfikacja końcowa                          | Puchar Kontynentalny kobiet 2008/2009 - klasyfikacja końcowa | Puchar Kontynentalny kobiet 2008/2009 - klasyfikacja końcowa | Puchar Kontynentalny kobiet 2008/2009 - klasyfikacja końcowa | Puchar Kontynentalny kobiet 2008/2009 - klasyfikacja końcowa | Puchar Kontynentalny kobiet 2008/2009 - klasyfikacja końcowa | Anette Sagen      | Daniela Iraschko              | Ulrike Gräßler             |

## Statystyki indywidualne
| Zawodniczka                | Park City | Park City | Whistler | Whistler | Schonach | Schonach | Baiersbronn | Baiersbronn | Dobbiaco | Ljubno  | Ljubno  | Zakopane | Notodden | Notodden | Zaō     | Zaō     | Sapporo | Sapporo |
| Austria                    | Austria   | Austria   | Austria  | Austria  | Austria  | Austria  | Austria     | Austria     | Austria  | Austria | Austria | Austria  | Austria  | Austria  | Austria | Austria | Austria | Austria |
| -------------------------- | --------- | --------- | -------- | -------- | -------- | -------- | ----------- | ----------- | -------- | ------- | ------- | -------- | -------- | -------- | ------- | ------- | ------- | ------- |
| Clara Gritsch              | –         | –         | –        | –        | –        | –        | –           | –           | 34       | –       | –       | –        | –        | –        | –       | –       | –       | –       |
| Daniela Iraschko           | –         | –         | –        | –        | 1        | 1        | 1           | 12          | –        | 4       | 2       | dns      | 1        | 1        | 2       | 2       | 3       | 3       |
| Katharina Keil             | –         | –         | –        | –        | 35       | 35       | 31          | 21          | 22       | 24      | 27      | dns      | 14       | 19       | –       | –       | –       | –       |
| Anna Kienzer               | –         | –         | –        | –        | –        | –        | –           | –           | 25       | –       | –       | –        | –        | –        | –       | –       | –       | –       |
| Verena Pock                | –         | –         | –        | –        | –        | –        | –           | –           | 27       | –       | –       | –        | –        | –        | –       | –       | –       | –       |
| Cornelia Roider            | –         | –         | –        | –        | –        | –        | –           | –           | 33       | –       | –       | –        | –        | –        | –       | –       | –       | –       |
| Jacqueline Seifriedsberger | 3         | 8         | 13       | 13       | 17       | 10       | 10          | 8           | –        | 12      | 9       | dns      | 6        | 5        | 8       | 9       | 10      | 4       |
| Esther Steindl             | –         | –         | –        | –        | –        | –        | –           | –           | 36       | –       | –       | –        | –        | –        | –       | –       | –       | –       |
| Czechy                     |           |           |          |          |          |          |             |             |          |         |         |          |          |          |         |         |         |         |
| Michaela Doleželová        | –         | –         | –        | –        | 32       | 36       | 18          | 25          | 37       | 23      | dsq     | 5        | –        | –        | –       | –       | –       | –       |
| Lucie Míková               | –         | –         | –        | –        | 40       | 39       | dsq         | 34          | 30       | 27      | 24      | 36       | –        | –        | –       | –       | –       | –       |
| Vladěna Pustková           | –         | –         | –        | –        | 39       | 37       | 33          | 35          | 20       | 30      | 26      | 38       | –        | –        | –       | –       | –       | –       |
| Finlandia                  |           |           |          |          |          |          |             |             |          |         |         |          |          |          |         |         |         |         |
| Julia Kykkänen             | –         | –         | –        | –        | 38       | 31       | –           | –           | –        | 29      | 30      | 25       | 23       | 18       | 29      | 20      | 17      | 17      |
| Francja                    |           |           |          |          |          |          |             |             |          |         |         |          |          |          |         |         |         |         |
| Caroline Espiau            | –         | –         | –        | –        | 32       | 32       | 30          | 29          | 18       | 22      | 17      | –        | –        | –        | –       | –       | –       | –       |
| Coline Mattel              | –         | –         | –        | –        | 25       | 16       | 17          | 14          | 8        | 11      | 15      | 23       | –        | –        | –       | –       | –       | –       |
| Holandia                   |           |           |          |          |          |          |             |             |          |         |         |          |          |          |         |         |         |         |
| Lara Thomae                | 26        | 28        | 29       | 28       | –        | –        | –           | –           | 35       | –       | –       | 25       | –        | –        | –       | –       | –       | –       |
| Wendy Vuik                 | 19        | 20        | 23       | 21       | 25       | 16       | 26          | 24          | –        | –       | –       | 27       | –        | –        | 13      | 13      | 12      | 16      |
| Japonia                    |           |           |          |          |          |          |             |             |          |         |         |          |          |          |         |         |         |         |
| Misa Fueki                 | –         | –         | –        | –        | –        | –        | –           | –           | –        | –       | –       | –        | –        | –        | 22      | 16      | 14      | 14      |
| Yurika Hirayama            | –         | –         | –        | –        | –        | –        | –           | –           | –        | –       | –       | –        | –        | –        | 20      | 18      | 21      | 19      |
| Yūki Itō                   | –         | –         | –        | –        | –        | –        | –           | –           | –        | –       | –       | 43       | 18       | 15       | 12      | 12      | 9       | 8       |
| Kaori Iwabuchi             | –         | –         | –        | –        | –        | –        | –           | –           | –        | –       | –       | –        | –        | –        | 21      | 30      | –       | –       |
| Erina Kabe                 | –         | –         | –        | –        | –        | –        | –           | –           | –        | –       | –       | –        | –        | –        | 30      | 27      | –       | –       |
| Rieko Kanai                | –         | –         | –        | –        | –        | –        | –           | –           | –        | –       | –       | –        | –        | –        | 15      | 6       | 11      | 6       |
| Saki Kitamura              | –         | –         | –        | –        | –        | –        | –           | –           | –        | –       | –       | –        | –        | –        | 24      | 21      | –       | –       |
| Seiko Koasa                | –         | –         | –        | –        | –        | –        | –           | –           | –        | –       | –       | –        | –        | –        | 16      | 15      | 13      | 11      |
| Yūka Kobayashi             | –         | –         | –        | –        | –        | –        | –           | –           | –        | –       | –       | –        | –        | –        | 26      | 25      | –       | –       |
| Aki Matsuhashi             | –         | –         | –        | –        | –        | –        | –           | –           | –        | –       | –       | –        | –        | –        | 27      | 22      | –       | –       |
| Sakura Satō                | –         | –         | –        | –        | –        | –        | –           | –           | –        | –       | –       | –        | –        | –        | 23      | 26      | –       | –       |
| Natsuka Sawaya             | –         | –         | –        | –        | –        | –        | –           | –           | –        | –       | –       | –        | –        | –        | 24      | 24      | –       | –       |
| Misaki Shigeno             | –         | –         | –        | –        | –        | –        | –           | –           | –        | –       | –       | –        | –        | –        | 18      | 17      | 16      | 18      |
| Sara Takanashi             | –         | –         | –        | –        | –        | –        | –           | –           | –        | –       | –       | –        | –        | –        | 19      | 23      | 20      | –       |
| Ayuka Takeda               | –         | –         | –        | –        | –        | –        | –           | –           | –        | –       | –       | 22       | 13       | 16       | 17      | 14      | 19      | 20      |
| Ayumi Watase               | –         | –         | –        | –        | –        | –        | –           | –           | –        | –       | –       | 13       | 9        | 9        | 6       | –       | –       | –       |
| Izumi Yamada               | –         | –         | –        | –        | –        | –        | –           | –           | –        | –       | –       | 28       | 5        | 5        | 2       | 5       | 7       | 9       |
| Yurina Yamada              | –         | –         | –        | –        | –        | –        | –           | –           | –        | –       | –       | –        | –        | –        | 28      | 28      | –       | –       |
| Mizuki Yamaguchi           | –         | –         | –        | –        | –        | –        | –           | –           | –        | –       | –       | –        | –        | –        | 31      | 29      | –       | –       |
| Yoshiko Kasai              | –         | –         | –        | –        | –        | –        | –           | –           | –        | –       | –       | –        | –        | –        | 9       | 11      | 18      | 13      |
| Kanada                     |           |           |          |          |          |          |             |             |          |         |         |          |          |          |         |         |         |         |
| Nata De Leeuw              | 7         | 2         | 4        | 4        | 5        | 11       | 12          | 11          | 5        | 5       | 7       | 8        | –        | –        | –       | –       | –       | –       |
| Taylor Henrich             | 28        | 28        | 28       | 29       | –        | –        | –           | –           | –        | –       | –       | –        | –        | –        | –       | –       | –       | –       |
| Charlotte Mitchell         | 32        | 32        | 30       | 30       | –        | –        | –           | –           | –        | –       | –       | –        | –        | –        | –       | –       | –       | –       |
| Atsuko Tanaka              | 11        | 9         | 25       | 14       | 23       | 21       | 11          | 20          | 10       | 14      | 14      | dns      | –        | –        | –       | –       | –       | –       |
| Katie Willis               | 20        | 19        | 19       | 24       | –        | –        | –           | –           | –        | –       | –       | 18       | –        | –        | –       | –       | –       | –       |
| Niemcy                     |           |           |          |          |          |          |             |             |          |         |         |          |          |          |         |         |         |         |
| Katharina Althaus          | –         | –         | –        | –        | –        | –        | –           | –           | 12       | –       | –       | –        | –        | –        | –       | –       | –       | –       |
| Melanie Faißt              | –         | –         | –        | –        | 18       | 25       | 16          | 23          | –        | –       | –       | –        | 16       | 17       | –       | –       | –       | –       |
| Ulrike Gräßler             | 5         | 3         | 2        | 3        | 2        | 2        | 9           | 9           | –        | 3       | 3       | 21       | 4        | 11       | 4       | 4       | 2       | 2       |
| Anna Häfele                | 1         | 1         | 5        | 1        | 5        | 28       | 12          | 10          | –        | –       | –       | dns      | –        | –        | 14      | 6       | 8       | 10      |
| Jenny Löffler              | –         | –         | –        | –        | –        | –        | 36          | 36          | –        | –       | –       | –        | –        | –        | –       | –       | –       | –       |
| Jenna Mohr                 | 9         | 7         | 7        | 19       | 8        | 4        | 7           | 4           | –        | 9       | 5       | dns      | –        | –        | 7       | 6       | 1       | 7       |
| Sarah Pöppel               | –         | –         | –        | –        | –        | –        | 35          | 32          | 28       | –       | –       | –        | –        | –        | –       | –       | –       | –       |
| Magdalena Schnurr          | 11        | 4         | 16       | 23       | 3        | 7        | 4           | 16          | –        | 1       | 6       | dns      | –        | –        | –       | –       | –       | –       |
| Franziska Schubert         | –         | –         | –        | –        | –        | –        | 28          | 39          | 23       | –       | –       | –        | –        | –        | –       | –       | –       | –       |
| Juliane Seyfarth           | 25        | 24        | 27       | 5        | 29       | dsq      | –           | –           | –        | –       | –       | 2        | 17       | 13       | –       | –       | –       | –       |
| Ramona Straub              | –         | –         | –        | –        | 20       | 20       | 14          | 12          | 9        | –       | –       | 11       | –        | –        | –       | –       | –       | –       |
| Carina Vogt                | –         | –         | –        | –        | 23       | 30       | 24          | 18          | –        | –       | –       | –        | 10       | 12       | –       | –       | –       | –       |
| Lea Wallewein              | –         | –         | –        | –        | –        | –        | dsq         | 28          | –        | –       | –       | –        | –        | –        | –       | –       | –       | –       |
| Svenja Würth               | –         | –         | –        | –        | 15       | 12       | 21          | 6           | 19       | –       | –       | 33       | –        | –        | –       | –       | –       | –       |
| Norwegia                   |           |           |          |          |          |          |             |             |          |         |         |          |          |          |         |         |         |         |
| Mari Backe                 | –         | –         | –        | –        | –        | –        | –           | –           | –        | –       | –       | 40       | 22       | 22       | –       | –       | –       | –       |
| Synne Steen Hansen         | –         | –         | –        | –        | –        | –        | –           | –           | –        | –       | –       | –        | 21       | 21       | –       | –       | –       | –       |
| Line Jahr                  | 18        | 9         | 14       | 7        | 16       | 15       | 6           | 3           | 3        | 8       | 12      | 14       | 8        | 8        | –       | –       | –       | –       |
| Linda Johansson            | –         | –         | –        | –        | –        | –        | –           | –           | –        | –       | –       | –        | 25       | 24       | –       | –       | –       | –       |
| Maren Lundby               | –         | –         | –        | –        | 30       | 39       | –           | –           | –        | –       | –       | –        | 20       | –        | –       | –       | –       | –       |
| Anette Sagen               | 4         | 4         | 3        | 2        | 12       | 9        | 3           | 2           | –        | 2       | 1       | 39       | 2        | 3        | 1       | 1       | 6       | 1       |
| Helena Olsson Smeby        | 16        | 17        | 10       | 9        | 10       | 6        | 7           | 7           | 16       | 6       | 4       | –        | 12       | 5        | –       | –       | –       | –       |
| Gunnhild Solberg           | –         | –         | –        | –        | –        | –        | –           | –           | –        | –       | –       | –        | 24       | 23       | –       | –       | –       | –       |
| Silje Sprakehaug           | –         | –         | –        | –        | –        | –        | 28          | 38          | 31       | 28      | 28      | 29       | 19       | 20       | –       | –       | –       | –       |
| Polska                     |           |           |          |          |          |          |             |             |          |         |         |          |          |          |         |         |         |         |
| Joanna Gawron              | –         | –         | –        | –        | –        | –        | –           | –           | –        | –       | –       | 45       | –        | –        | –       | –       | –       | –       |
| Słowenia                   |           |           |          |          |          |          |             |             |          |         |         |          |          |          |         |         |         |         |
| Urša Bogataj               | –         | –         | –        | –        | –        | –        | –           | –           | 29       | –       | –       | –        | –        | –        | –       | –       | –       | –       |
| Anja Javoršek              | –         | –         | –        | –        | –        | –        | –           | –           | 32       | –       | –       | –        | –        | –        | –       | –       | –       | –       |
| Barbara Klinec             | –         | –         | –        | –        | –        | –        | –           | –           | 14       | 17      | –       | 17       | –        | –        | –       | –       | –       | –       |
| Eva Logar                  | 21        | 22        | 24       | 25       | 36       | 29       | –           | –           | –        | 15      | 13      | 9        | –        | –        | –       | –       | –       | –       |
| Monika Planinč             | –         | –         | –        | –        | –        | –        | –           | –           | –        | 31      | 29      | –        | –        | –        | –       | –       | –       | –       |
| Manja Pograjc              | 24        | 21        | 20       | 22       | 28       | 27       | –           | –           | 11       | 16      | 16      | 16       | –        | –        | –       | –       | –       | –       |
| Gabi Robnik                | –         | –         | –        | –        | –        | –        | –           | –           | –        | –       | 31      | –        | –        | –        | –       | –       | –       | –       |
| Špela Rogelj               | –         | –         | –        | –        | 11       | 18       | –           | –           | 7        | 13      | 11      | 11       | –        | –        | –       | –       | –       | –       |
| Anja Tepeš                 | –         | –         | –        | –        | –        | –        | –           | –           | 24       | 25      | 23      | 41       | –        | –        | –       | –       | –       | –       |
| Maja Vtič                  | 10        | 11        | 1        | 10       | 7        | 5        | –           | –           | 4        | 6       | 10      | 7        | –        | –        | –       | –       | –       | –       |
| Stany Zjednoczone          |           |           |          |          |          |          |             |             |          |         |         |          |          |          |         |         |         |         |
| Elisabeth Andersson        | 34        | 33        | –        | –        | –        | –        | –           | –           | –        | –       | –       | –        | –        | –        | –       | –       | –       | –       |
| Avery Ardovino             | 23        | 26        | 22       | 26       | –        | –        | –           | –           | –        | –       | –       | 4        | –        | –        | –       | –       | –       | –       |
| Nita Englund               | 29        | 25        | –        | –        | –        | –        | –           | –           | –        | –       | –       | –        | –        | –        | –       | –       | –       | –       |
| Karin Friberg              | 31        | 30        | 26       | 27       | –        | –        | –           | –           | –        | –       | –       | 19       | –        | –        | –       | –       | –       | –       |
| Tara Geraghty-Moats        | 27        | 27        | –        | –        | –        | –        | –           | –           | –        | –       | –       | –        | –        | –        | –       | –       | –       | –       |
| Sarah Hendrickson          | 16        | 13        | 15       | 18       | –        | –        | –           | –           | –        | –       | –       | 1        | 15       | 14       | –       | –       | –       | –       |
| Jessica Jerome             | 14        | 11        | 9        | 16       | 13       | 14       | 19          | 15          | –        | –       | –       | 10       | 10       | 10       | –       | –       | –       | –       |
| Alissa Johnson             | 6         | 16        | 6        | 17       | 9        | 8        | 5           | 17          | –        | –       | –       | 29       | 7        | 4        | –       | –       | –       | –       |
| Danielle Lussi             | 33        | 34        | –        | –        | –        | –        | –           | –           | –        | –       | –       | –        | –        | –        | –       | –       | –       | –       |
| Nina Lussi                 | 30        | 31        | –        | –        | –        | –        | –           | –           | –        | –       | –       | 44       | –        | –        | –       | –       | –       | –       |
| Abby Ringquist             | 22        | 23        | 21       | 19       | –        | –        | –           | –           | –        | –       | –       | 6        | –        | –        | –       | –       | –       | –       |
| Lindsey Van                | 2         | 6         | 8        | 6        | 4        | 3        | 2           | 1           | –        | –       | –       | 3        | 3        | 2        | 5       | 3       | 4       | 5       |
| Szwajcaria                 |           |           |          |          |          |          |             |             |          |         |         |          |          |          |         |         |         |         |
| Bigna Windmüller           | 8         | 18        | 12       | 15       | 22       | 18       | 22          | 19          | 6        | 18      | 18      | 14       | –        | –        | 11      | 10      | 5       | 12      |
| Sabrina Windmüller         | –         | –         | 18       | 11       | 25       | 22       | 20          | 25          | 17       | 19      | 19      | 36       | –        | –        | 10      | 19      | 15      | 15      |
| Włochy                     |           |           |          |          |          |          |             |             |          |         |         |          |          |          |         |         |         |         |
| Roberta D’Agostina         | –         | –         | –        | –        | 37       | 33       | 33          | 30          | 21       | 25      | 22      | 20       | –        | –        | –       | –       | –       | –       |
| Lisa Demetz                | 11        | 13        | 17       | 7        | 14       | 13       | 15          | 22          | 1        | –       | –       | –        | –        | –        | –       | –       | –       | –       |
| Evelyn Insam               | –         | –         | –        | –        | 19       | 34       | 25          | 5           | 2        | 10      | 8       | –        | –        | –        | –       | –       | –       | –       |
| Nadine Kostner             | –         | –         | –        | –        | 41       | 38       | 37          | 31          | 26       | 32      | 25      | 32       | –        | –        | –       | –       | –       | –       |
| Elena Runggaldier          | 15        | 13        | 11       | 12       | 21       | 24       | 23          | 33          | –        | –       | –       | –        | –        | –        | –       | –       | –       | –       |
| Simona Senoner             | –         | –         | –        | –        | 34       | 25       | 32          | 36          | 15       | 20      | 20      | 35       | –        | –        | –       | –       | –       | –       |
| Barbara Stuffer            | –         | –         | –        | –        | 31       | 23       | 27          | 27          | 13       | 21      | 21      | 23       | –        | –        | –       | –       | –       | –       |

## Klasyfikacja generalna
Klasyfikacja po 18 / 18 konkursów
| Miejsce | Zawodniczka                | Występy | Punkty | Strata do liderki |
| ------- | -------------------------- | ------- | ------ | ----------------- |
| 1       | Anette Sagen               | 16      | 1091   | -                 |
| 2       | Daniela Iraschko           | 12      | 932    | -159              |
| 3       | Ulrike Gräßler             | 17      | 927    | -164              |
| 4       | Lindsey Van                | 15      | 882    | -209              |
| 5       | Jenna Mohr                 | 14      | 567    | -524              |
| 6       | Anna Häfele                | 12      | 557    | -534              |
| 7       | Jacqueline Seifriedsberger | 16      | 503    | -588              |
| 8       | Nata De Leeuw              | 12      | 489    | -602              |
| 9       | Line Jahr                  | 14      | 423    | -668              |
| 10      | Maja Vtič                  | 10      | 409    | -682              |
| 11      | Magdalena Schnurr          | 10      | 398    | -693              |
| 12      | Helena Olsson Smeby        | 13      | 394    | -697              |
| 13      | Bigna Windmüller           | 16      | 327    | -764              |
| 14      | Alissa Johnson             | 11      | 317    | -774              |
| 15      | Izumi Yamada               | 7       | 283    | -808              |
| 16      | Lisa Demetz                | 9       | 257    | -834              |
| 17      | Jessica Jerome             | 11      | 230    | -861              |
| 18      | Evelyn Insam               | 6       | 201    | -890              |
| 19      | Sarah Hendrickson          | 7       | 198    | -893              |
| 20      | Atsuko Tanaka              | 11      | 192    | -899              |
| 21      | Juliane Seyfarth           | 8       | 178    | -913              |
| 22      | Sabrina Windmüller         | 13      | 177    | -914              |
| 23      | Wendy Vuik                 | 13      | 155    | -936              |
| 24      | Špela Rogelj               | 6       | 141    | -950              |
| 25      | Yūki Itō                   | 6       | 134    | -957              |
| 26      | Coline Mattel              | 8       | 133    | -958              |
| 27      | Rieko Kanai                | 4       | 120    | -971              |
| 28      | Ayumi Watase               | 4       | 117    | -973              |
| 29      | Ramona Straub              | 6       | 115    | -976              |
| 30      | Manja Pograjc              | 10      | 113    | -978              |
| 31      | Elena Runggaldier          | 7       | 107    | -984              |
| 32      | Svenja Würth               | 5       | 100    | -991              |
| 33      | Ayuka Takeda               | 7       | 99     | -992              |
| 33      | Eva Logar                  | 8       | 99     | -992              |
| 35      | Yoshiko Kasai              | 4       | 96     | -1005             |
| 36      | Abby Hughes                | 5       | 79     | -1012             |
| 37      | Carina Vogt                | 6       | 77     | -1014             |
| 37      | Avery Ardovino             | 5       | 77     | -1014             |
| 39      | Seiko Koasa                | 4       | 75     | -1016             |
| 40      | Michaela Doleželová        | 4       | 72     | -1019             |
| 41      | Julia Kykkänen             | 6       | 71     | -1020             |
| 41      | Melanie Faißt              | 9       | 71     | -1020             |
| 43      | Barbara Stuffer            | 7       | 64     | -1027             |
| 44      | Misa Fueki                 | 4       | 60     | -1031             |
| 44      | Katharina Keil             | 6       | 60     | -1031             |
| 46      | Katie Willis               | 5       | 55     | -1036             |
| 46      | Misaki Shigeno             | 4       | 55     | -1036             |
| 48      | Barbara Klinec             | 3       | 46     | -1045             |
| 48      | Yurika Hirayama            | 4       | 46     | -1045             |
| 50      | Simona Senoner             | 4       | 44     | -1047             |
| 51      | Caroline Espiau            | 6       | 41     | -1050             |
| 52      | Roberta D’Agostina         | 5       | 37     | -1054             |
| 53      | Silje Sprakehaug           | 6       | 34     | -1057             |
| 54      | Sara Takanashi             | 3       | 31     | -1060             |
| 55      | Katharina Althaus          | 1       | 22     | -1069             |
| 55      | Karin Friberg              | 4       | 22     | -1069             |
| 57      | Anja Tepeš                 | 3       | 21     | -1070             |
| 58      | Synne Steen Hansen         | 2       | 20     | -1071             |
| 59      | Lara Thomae                | 5       | 19     | -1072             |
| 60      | Mari Backe                 | 2       | 18     | -1073             |
| 61      | Vladěna Pustková           | 3       | 17     | -1074             |
| 61      | Saki Kitamura              | 2       | 17     | -1074             |
| 63      | Gunnhild Solberg           | 2       | 15     | -1076             |
| 64      | Natsuka Sawaya             | 2       | 14     | -1077             |
| 65      | Aki Matsuhashi             | 2       | 13     | -1078             |
| 65      | Linda Johansson            | 2       | 13     | -1078             |
| 65      | Sakura Sato                | 2       | 13     | -1078             |
| 68      | Maren Lundby               | 2       | 12     | -1079             |
| 68      | Lucie Míková               | 3       | 12     | -1079             |
| 70      | Taylor Henrich             | 4       | 11     | -1080             |
| 70      | Yūka Kobayashi             | 2       | 11     | -1080             |
| 70      | Kaori Iwabuchi             | 2       | 11     | -1080             |
| 70      | Nadine Kostner             | 2       | 11     | -1080             |
| 70      | Franziska Schubert         | 2       | 11     | -1080             |
| 75      | Tara Geraghty-Moats        | 2       | 8      | -1083             |
| 75      | Nita Englund               | 2       | 8      | -1083             |
| 77      | Anna Kienzer               | 1       | 6      | -1085             |
| 77      | Yurina Yamada              | 2       | 6      | -1085             |
| 79      | Erina Kabe                 | 2       | 5      | -1086             |
| 80      | Verena Pock                | 1       | 4      | -1087             |
| 81      | Lea Wallewein              | 1       | 3      | -1088             |
| 81      | Sarah Poeppel              | 1       | 3      | -1088             |
| 83      | Urša Bogataj               | 1       | 2      | -1089             |
| 83      | Monika Planinc             | 1       | 2      | -1089             |
| 83      | Charlotte Mitchell         | 2       | 2      | -1089             |
| 83      | Mizuki Yamaguchi           | 1       | 2      | -1089             |
| 87      | Nina Lussi                 | 1       | 1      | -1090             |